# 小行星9417
小行星9417（英語：9417）是一颗围绕太阳公转的小行星。1995年11月17日，小林隆男在大泉天文台发现了此天体。
这颗小行星的绝对星等为220.69232等。